# Liste der Kulturdenkmäler in Abentheuer
In der Liste der Kulturdenkmäler in Abentheuer sind alle Kulturdenkmäler der rheinland-pfälzischen Gemeinde Abentheuer aufgelistet. Grundlage ist die Denkmalliste des Landes Rheinland-Pfalz (Stand: 12. Juni 2023).

## Denkmalzonen
| Bezeichnung                    | Lage                              | Baujahr | Beschreibung | Bild                           |
| ------------------------------ | --------------------------------- | ------- | --- | ------------------------------ |
| Denkmalzone Abentheuerer Hütte | Mühlenbergstraße 1, 3, 3a, 5 Lage | 1771    | von Bruchsteinmauer umgebenes Gelände und Baulichkeiten der früheren Erzhütte - Nr. 1: ehemaliges Kleinwarenlager (1771) - Nr. 3: Herrenhaus; Mansarddachbau, Seitenrisalite (drittes Drittel des 18. Jahrhunderts) - Nr. 3a: Verwaltungs- und Gästehaus; Stall- und Remisengebäude (ab 1772) - Nr. 5: Wohn- und Produktionsbau - Reste des eisernen oberschlächtigen Wasserrads (zweite Hälfte des 19. Jahrhunderts) - gusseiserne Brücke (um 1800) - Reste des Hochofens (Anfang des 19. Jahrhunderts) - Lauf des Traunbachs, Weiher, Landschaftsgarten | weitere Bilder Fotos hochladen |

## Einzeldenkmäler
| Bezeichnung | Lage                     | Baujahr                | Beschreibung                                                                                   | Bild |
| ----------- | ------------------------ | ---------------------- | ---------------------------------------------------------------------------------------------- | ---- |
| Wohnhaus    | Böckingstraße 11 Lage    | um 1900                | Landhaus auf unregelmäßigem Grundriss, teilweise holzverschindeltes Backsteinfachwerk, um 1900 | BW   |
| Wohnhaus    | Mühlenbergstraße 4 Lage  | frühes 19. Jahrhundert | Krüppelwalmdachbau, teilweise Fachwerk, frühes 19. Jahrhundert                                 | BW   |
| Hofanlage   | Mühlenbergstraße 20 Lage | um 1800                | eingeschossiger Mansardwalmdachbau, um 1800, Fachwerkscheune; ortsbildprägend                  | BW   |